# Dhemaji
Dhemaji est une ville d'Inde, c'est la capitale du district de Dhemaji, avec une population de 11 851 habitants en 2001.
C'est une des villes les plus au nord-est de l'état d'Assam, au nord du fleuve Brahmapoutre.